# Communauté de communes de Rochefort-Montagne
La communauté de communes de Rochefort-Montagne est une ancienne communauté de communes française, située dans le département du Puy-de-Dôme en région Auvergne-Rhône-Alpes.

## Historique
La communauté de communes a été créée le 5 octobre 1999, avec prise d'effet le même jour ; le site officiel mentionne le 1er janvier 2000.
Le projet de schéma départemental de coopération intercommunale (SDCI) du Puy-de-Dôme, dévoilé en octobre 2015, proposait la fusion avec Sancy-Artense Communauté (Saint-Genès-Champespe exclue). Le nouvel ensemble intercommunal comprendrait 26 communes, toutes en zone de montagne, pour une population dépassant 12 000 habitants. La fusion est justifiée par la liaison routière desservant le sud-ouest du département (routes départementales 2089 et 922).
Le périmètre proposé n'est pas modifié à la suite de l'adoption du SDCI en mars 2016. La nouvelle structure intercommunale prend le nom de « Dômes Sancy Artense ».

## Territoire communautaire

### Géographie
La communauté de communes est située à l'ouest du département du Puy-de-Dôme. Son territoire est entouré par la chaîne des Puys à l'ouest, les Combrailles au nord et les monts Dore au sud. L'intercommunalité prend aussi le nom de « Terres Dômes Sancy ». Elle appartient au Pays du Grand Sancy.
Elle jouxte les communautés de communes des Cheires au sud-est, Massif du Sancy au sud, Sancy-Artense au sud-ouest, Sioulet-Chavanon à l'ouest, Haute Combraille au nord-ouest, Pontgibaud Sioule et Volcans et Volvic Sources et Volcans au nord, ainsi que la communauté d'agglomération Clermont Communauté au nord-est.
Le territoire communautaire bénéficie d'un accès autoroutier par l'A89, sortie 25, permettant de rejoindre l'agglomération clermontoise avec un temps de parcours variant de vingt à quarante minutes. La desserte est complétée par la route départementale 2089, ancienne route nationale 89, reliant Clermont-Ferrand à l'ouest du département du Puy-de-Dôme en direction d'Ussel et de Tulle, ainsi que la route départementale 922 desservant Laqueuille, en direction de La Bourboule, Mont-Dore, Bort-les-Orgues, Mauriac et Aurillac, et la route départementale 942, depuis Olby et Nébouzat, desservent l'ouest de l'agglomération clermontoise.

### Composition
Elle est composée des quatorze communes suivantes :
| Nom                        | Code Insee | Gentilé         | Superficie (km2) | Population (dernière pop. légale) | Densité (hab./km2) |
| -------------------------- | ---------- | --------------- | ---------------- | --------------------------------- | ------------------ |
| Rochefort-Montagne (siège) | 63305      | Rochefortois    | 17,45            | 925 (2014)                        | 53                 |
| Aurières                   | 63020      | Aurièrois       | 11,09            | 317 (2014)                        | 29                 |
| Ceyssat                    | 63071      | Ceyssatois      | 30,17            | 696 (2014)                        | 23                 |
| Gelles                     | 63163      | Gellois         | 47,53            | 926 (2014)                        | 19                 |
| Heume-l'Église             | 63176      |                 | 14,96            | 107 (2014)                        | 7,2                |
| Laqueuille                 | 63189      | Laqueuillois    | 22,07            | 354 (2014)                        | 16                 |
| Mazaye                     | 63219      | Mazayais        | 21,73            | 719 (2014)                        | 33                 |
| Nébouzat                   | 63248      | Nébouzatois     | 21,62            | 816 (2014)                        | 38                 |
| Olby                       | 63257      | Olbygeois       | 17,38            | 763 (2014)                        | 44                 |
| Orcival                    | 63264      | Orvicalois      | 27,82            | 230 (2014)                        | 8,3                |
| Perpezat                   | 63274      | Perpezatois     | 36,19            | 425 (2014)                        | 12                 |
| Saint-Bonnet-près-Orcival  | 63326      | Saint-Bonnetois | 14,99            | 467 (2014)                        | 31                 |
| Saint-Pierre-Roche         | 63386      |                 | 17,02            | 421 (2014)                        | 25                 |
| Vernines                   | 63451      | Verninois       | 17,72            | 410 (2014)                        | 23                 |

### Démographie
| 1968  | 1975  | 1982  | 1990  | 1999  | 2008  | 2013  |
| ----- | ----- | ----- | ----- | ----- | ----- | ----- |
| 7 154 | 6 772 | 6 511 | 6 550 | 6 377 | 7 169 | 7 497 |

## Administration

### Siège
Le siège de la communauté de communes est situé à Rochefort-Montagne.

### Les élus
La communauté de communes est gérée par un conseil communautaire composé de 28 membres représentant chacune des communes membres.
Toutes les communes ont deux délégués, sauf Gelles qui en compte trois et Heume-l'Église un seul.

### Présidence
En 2014, le conseil communautaire a élu Alain Mercier (maire de Nébouzat) et désigné ses cinq vice-présidents :
1. Alain Fargeix (maire d'Aurières), chargé de l'aménagement, du tourisme, de l'habitat, du service public d'assainissement non collectif (SPANC) et du suivi des travaux ;
2. Jean-Marc Boyer (maire de Laqueuille), chargé de la vie associative et des services aux personnes ;
3. Martine Bony (maire de Vernines), chargée de l'enfance, de la jeunesse, de la culture et de la réforme des rythmes scolaires ;
4. Gilles Allauze (maire de Ceyssat), chargé du développement touristique ;
5. Luc Gourdy (maire de Gelles), chargé du développement économique.

### Compétences
L'intercommunalité exerce des compétences qui lui sont déléguées par les communes membres.
- Compétences obligatoires : développement économique ; aménagement de l'espace.
- Compétences optionnelles : politique du logement et du cadre de vie ; construction, entretien et fonctionnement d'équipements culturels, sportifs et de l'enseignement préélémentaire et élémentaire ; action sociale d'intérêt communautaire ; protection et mise en valeur de l'environnement.
- Compétence facultative : mise en œuvre de la politique de Pays et autres politiques contractuelles.

### Régime fiscal et budget
La communauté de communes applique la fiscalité professionnelle unique.
Les taux d'imposition votés en 2015 sont les suivants : taxe d'habitation 9,26 %, foncier bâti 0,263 %, foncier non bâti 4,65 %, cotisation foncière des entreprises 21,64 %.
En 2014, le budget de la communauté de communes s'élevait à 2 000 714,33 € en fonctionnement et à 570 589,46 € en investissement.

### Site officiel
1. 1 2 3 4  « Le territoire de la Communauté de Communes de Rochefort-Montagne » (consulté le 16 décembre 2015).
2. 1 2  « Les élus de la Communautés de Communes de Rochefort-Montagne » (consulté le 16 décembre 2015).
3. ↑  « Les Compétences de la Communauté de Communes » (consulté le 16 décembre 2015).
4. ↑  « Le budget de la Communauté de Communes de Rochefort-Montagne » (consulté le 16 décembre 2015).

### Autres sources
1. 1 2  « Projet de schéma départemental de coopération intercommunale (SDCI) – Département du Puy-de-Dôme » [PDF], Préfecture du Puy-de-Dôme, octobre 2015 (consulté le 9 juillet 2016).
2. ↑  « Schéma départemental de coopération intercommunale (SDCI) – Département du Puy-de-Dôme » [PDF], Préfecture du Puy-de-Dôme, 30 mars 2016 (consulté le 9 juillet 2016).
3. ↑  Direction des collectivités territoriales et de l'environnement – Bureau du contrôle et de la légalité – Intercommunalité, « Arrêté no 16-02733 du 1er décembre 2016 prononçant la fusion des communautés de communes de Rochefort-Montagne et Sancy Artense Communauté » [PDF], Recueil des actes administratifs no 63-2016-058, Préfecture du Puy-de-Dôme, 2 décembre 2016 (consulté le 2 décembre 2016), p. 73-82.
4. 1 2  Carte de la communauté de communes et des structures intercommunales voisines sur le site Géoportail de l'IGN (consulté le 16 décembre 2015).
5. ↑  « Séries historiques des résultats du recensement - EPCI de La CC de Rochefort-Montagne (246300909) », Insee (consulté le 9 juillet 2016).
6. ↑  Direction des collectivités territoriales et de l'environnement - Bureau du contrôle et de la légalité - Intercommunalité, « ARRÊTÉ no 13/01895 du 27 septembre 2013 constatant le nombre total de sièges que comptera l'organe délibérant de la communauté de communes de Rochefort-Montagne ainsi que celui attribué à chaque commune membre lors du prochain renouvellement général des conseils municipaux » [PDF], Recueil des actes administratifs 2013-70, Préfecture du Puy-de-Dôme, 3 octobre 2013 (consulté le 22 mars 2016), p. 3644-3646 (25-27 sur le PDF).

### Sources
- Fiche dans la base nationale sur l'intercommunalité